# Сесса, Гастон
Гасто́н Алеха́ндро Се́сса (исп. Gastón Alejandro Sessa; род. 15 апреля 1973, Ла-Плата) — аргентинский футболист, вратарь.

## Карьера
Начинал свою карьеру в клубе «Эстудиантес» из родной Ла-Платы. В начале своей карьеры дважды подряд выиграл вторую аргентинскую лигу — сначала в составе «Эстудиантес», затем за «Уракан де Корриэнтес». Затем занял два третьих места в Апертуре — сначала в составе «Росарио Сентраль», затем в составе «Расинга» из Авельянеды, в обоих клубах был основным голкипером. После этих успехов его позвал к себе «Ривер Плейт», но в составе «миллионеров» Гастону закрепиться не удалось — он провёл всего два матча в лиге в сезоне 1999/00 и по окончании того сезона покинул клуб; впрочем, находясь в заявке «Ривера» как резервный вратарь, он выиграл в том сезоне два чемпионских титула. Затем на один сезон Сесса вернулся в «Расинг». В 2001 году перешёл в «Велес Сарсфилд», где провёл шесть лет, став в его составе чемпионом и неоднократным призёром первенства страны в качестве основного голкипера, регулярно принимал участие в матчах Кубка Либертадорес. В 2004 году играл на правах аренды в Испании за «Лас-Пальмас» в одной из низших лиг. Во время выступлений за «Велес» показал себя как мастеровитый, но недисциплинированный игрок (однажды схватил судью за шею, за что получил 10-матчевую дисквалификацию, пинал рекламные щиты, дрался с товарищами по команде Лукасом Кастроманом и Максимилиано Пельегрино, спускал шорты в знак протеста против назначения пенальти в его ворота, ударил мячом мальчика, подающего мячи, ударил ногой в лицо Родриго Паласио и др.). Во многом именно проблемы с дисциплиной стали причиной его ухода из «Велеса» в середине 2007 года, после чего он подписал контракт с эквадорским клубом «Барселона» (Гуаякиль), где без особых успехов провёл около года, после чего вернулся в Аргентину, в родную Ла-Плату, подписав контракт с «Химнасией», где выступает и по сей день.

## Достижения
«Эстудиантес»
- Победитель второго аргентинского дивизиона (Примеры Б): 1994/95

«Уракан де Корриэнтес»
- Победитель второго аргентинского дивизиона (Примеры Б): 1995/96

«Росарио Сентраль»
- 3-е место в чемпионате Аргентины: 1997 (А)

«Расинг» Авельянеда
- 3-е место в чемпионате Аргентины: 1998 (А)

«Ривер Плейт»
- Чемпион Аргентины: 1999 (А), 2000 (К)

«Велес Сарсфилд»
- Чемпион Аргентины: 2005 (К)
- 2-е место в чемпионате Аргентины: 2004 (А)
- 3-е место в чемпионате Аргентины: 2003 (К), 2005 (А)